# Tabanus sackeni
Tabanus sackeni är en tvåvingeart som beskrevs av David Fairchild 1934. Tabanus sackeni ingår i släktet Tabanus och familjen bromsar. Inga underarter finns listade i Catalogue of Life.